# Malta ai Giochi olimpici
Malta ha partecipato per la prima volta ai Giochi olimpici nel 1928, prendendo parte a quelli estivi di Amsterdam, e ha fatto il suo esordio in quelli invernali a Soči nel 2014.
Gli atleti maltesi non hanno mai vinto medaglie ai Giochi olimpici.
Il Comitato Olimpico Maltese, fondato nel 1928, è stato riconosciuto dal CIO nel 1936.

## Medaglieri

### Medaglie ai giochi estivi
| Giochi                 | Oro              | Argento          | Bronzo           | Totale           |
| ---------------------- | ---------------- | ---------------- | ---------------- | ---------------- |
| 1928 Amsterdam         | 0                | 0                | 0                | 0                |
| 1932 Los Angeles       | non partecipante | non partecipante | non partecipante | non partecipante |
| 1936 Berlino           | 0                | 0                | 0                | 0                |
| 1948 Londra            | 0                | 0                | 0                | 0                |
| 1952 Helsinki          | non partecipante | non partecipante | non partecipante | non partecipante |
| 1956 Melbourne         | non partecipante | non partecipante | non partecipante | non partecipante |
| 1960 Roma              | 0                | 0                | 0                | 0                |
| 1964 Tokyo             | non partecipante | non partecipante | non partecipante | non partecipante |
| 1968 Città del Messico | 0                | 0                | 0                | 0                |
| 1972 Monaco di Baviera | 0                | 0                | 0                | 0                |
| 1976 Montreal          | non partecipante | non partecipante | non partecipante | non partecipante |
| 1980 Mosca             | 0                | 0                | 0                | 0                |
| 1984 Los Angeles       | 0                | 0                | 0                | 0                |
| 1988 Seul              | 0                | 0                | 0                | 0                |
| 1992 Barcellona        | 0                | 0                | 0                | 0                |
| 1996 Atlanta           | 0                | 0                | 0                | 0                |
| 2000 Sydney            | 0                | 0                | 0                | 0                |
| 2004 Atene             | 0                | 0                | 0                | 0                |
| 2008 Pechino           | 0                | 0                | 0                | 0                |
| 2012 Londra            | 0                | 0                | 0                | 0                |
| 2016 Rio               | 0                | 0                | 0                | 0                |
| 2020 Tokyo             | 0                | 0                | 0                | 0                |
| 2024 Parigi            | 0                | 0                | 0                | 0                |
| Totale                 | 0                | 0                | 0                | 0                |

### Medaglie ai giochi invernali
| Giochi           | Oro | Argento | Bronzo | Totale |
| ---------------- | --- | ------- | ------ | ------ |
| 2014 Soči        | 0   | 0       | 0      | 0      |
| 2018 Pyeongchang | 0   | 0       | 0      | 0      |
| 2022 Pechino     | 0   | 0       | 0      | 0      |
| Totale           | 0   | 0       | 0      | 0      |